# ニック・セイバン
ニコラス・ルー・セイバン・ジュニア（Nicholas Lou Saban Jr., 1951年10月31日 - ）は、アメリカ合衆国ウェストバージニア州フェアモント出身の元アメリカンフットボール指導者。カレッジフットボールのアラバマ大学で長年ヘッドコーチを務めた。

## 来歴
フォーブスの2008年9月1日号では最もパワフルなスポーツコーチとして取り上げられた。

## 人物
同じくカレッジフットボール、NFLのヘッドコーチを務めたルー・セイバンとは遠い親戚にあたる。